# Romantic Redskins
Romantic Redskins è un cortometraggio muto del 1910 diretto da Tom Ricketts  sotto la supervisione di Gilbert P. Hamilton. Di genere western, il film, che aveva come interpreti J. Warren Kerrigan, Dot Farley, Josephine Ditt, fu prodotto dalla American Film Manufacturing Company.

## Trama
Due vecchi capi pellirossa, Eagle Eye e War Scar, sono amici da una vita: padre ognuno di una bellissima ragazza, non ne vogliono sapere quando dal fiume arrivano due giovani pretendenti di un'altra tribù che chiedono di sposare le ragazze. I due vecchi mandano via i due giovanotti e, davanti alla disperazione delle figlie che hanno perso l'innamorato, escogitano il piano di sposare ognuno la figlia dell'altro, così da non perdere la compagnia delle ragazze e il lavoro che queste hanno sempre fatto per loro. Davanti al rifiuto del sacerdote, al quale si sono rivolti, di avallare quella loro trovata maligna, i due ricorrono al rapimento: con la forza, portano le ragazze su un'isola in mezzo al fiume, dove hanno intenzione di costringerle a subire la loro volontà. I due spasimanti chiedono l'aiuto al prete che dà loro un beveraggio al whisky e laudano che gli serviva per il mal di denti, consigliandoli di farlo avere ai due vecchi. Con la complicità delle ragazze, la bottiglia arriva davanti ai due indiani che, senza chiedersi da dove spunti, se la bevono allegramente. Messi fuori gioco i padri da quell'intruglio, le due ragazze possono scappare con gli innamorati e precipitarsi a celebrare le nozze dal prete compiacente.

## Produzione
Il film, prodotto dall'American Film Manufacturing Company, venne girato a St. Joseph, nel Missouri. Sebbene sia stato il primo film dell'American a venire distribuito, pare che non possa in realtà qualificarsi come la prima produzione dell'azienda perché fu prodotto da dipendenti dell'Essanay prima della costituzione in società dell'American Film Manufacturing Company.

## Distribuzione
Distribuito dalla Motion Picture Distributors and Sales Company, il film - un cortometraggio in una bobina - uscì nelle sale cinematografiche statunitensi il 14 novembre 1910.